# DuMont Mediengruppe

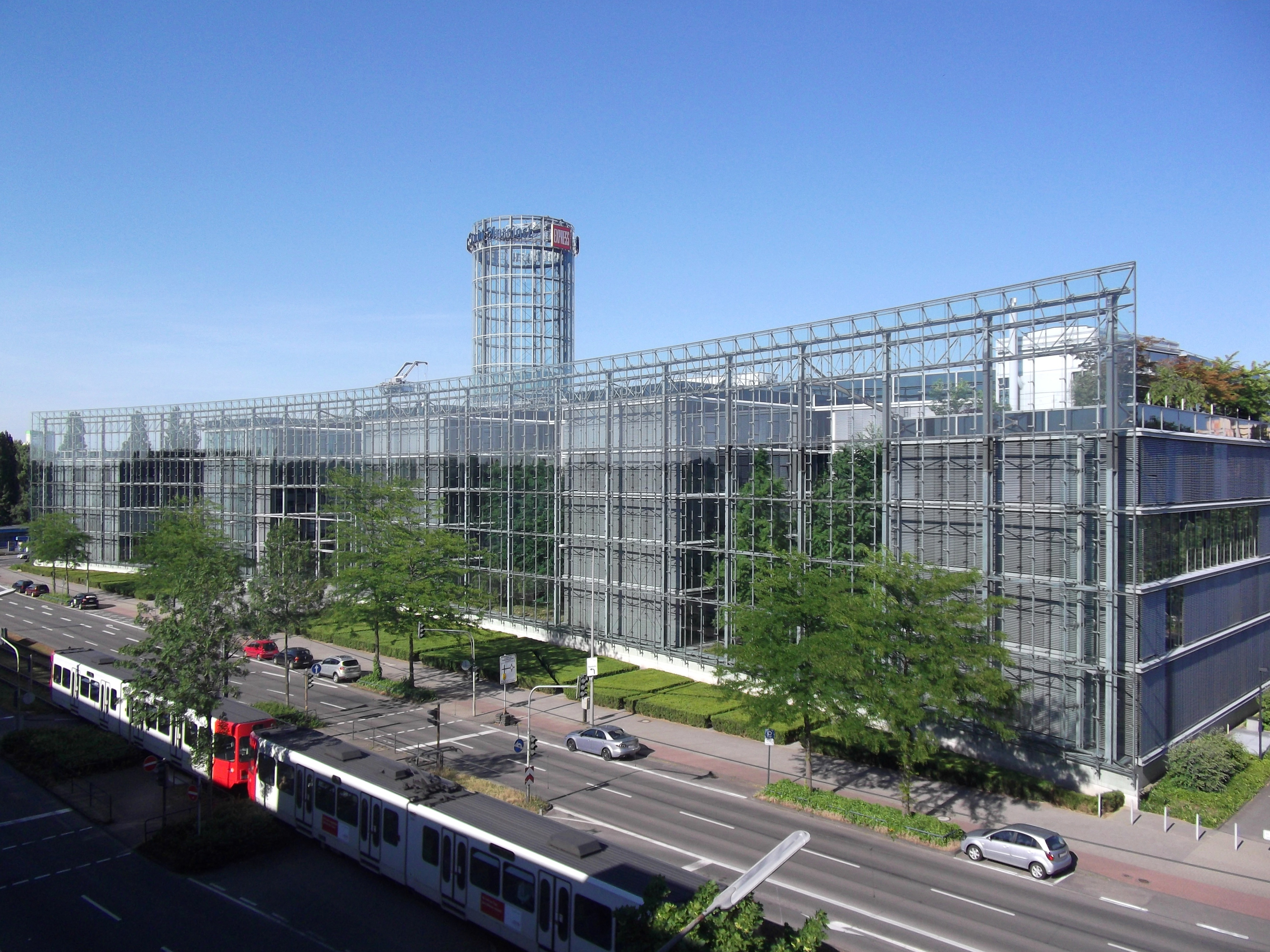
Neven-DuMont-Haus in Köln-Niehl, Amsterdamer Straße 192 (2011)

Die DuMont Mediengruppe mit Sitz in Köln ist ein deutsches Medienunternehmen in Familienhand; es wird heute in der zwölften Generation geführt.

## Geschichte

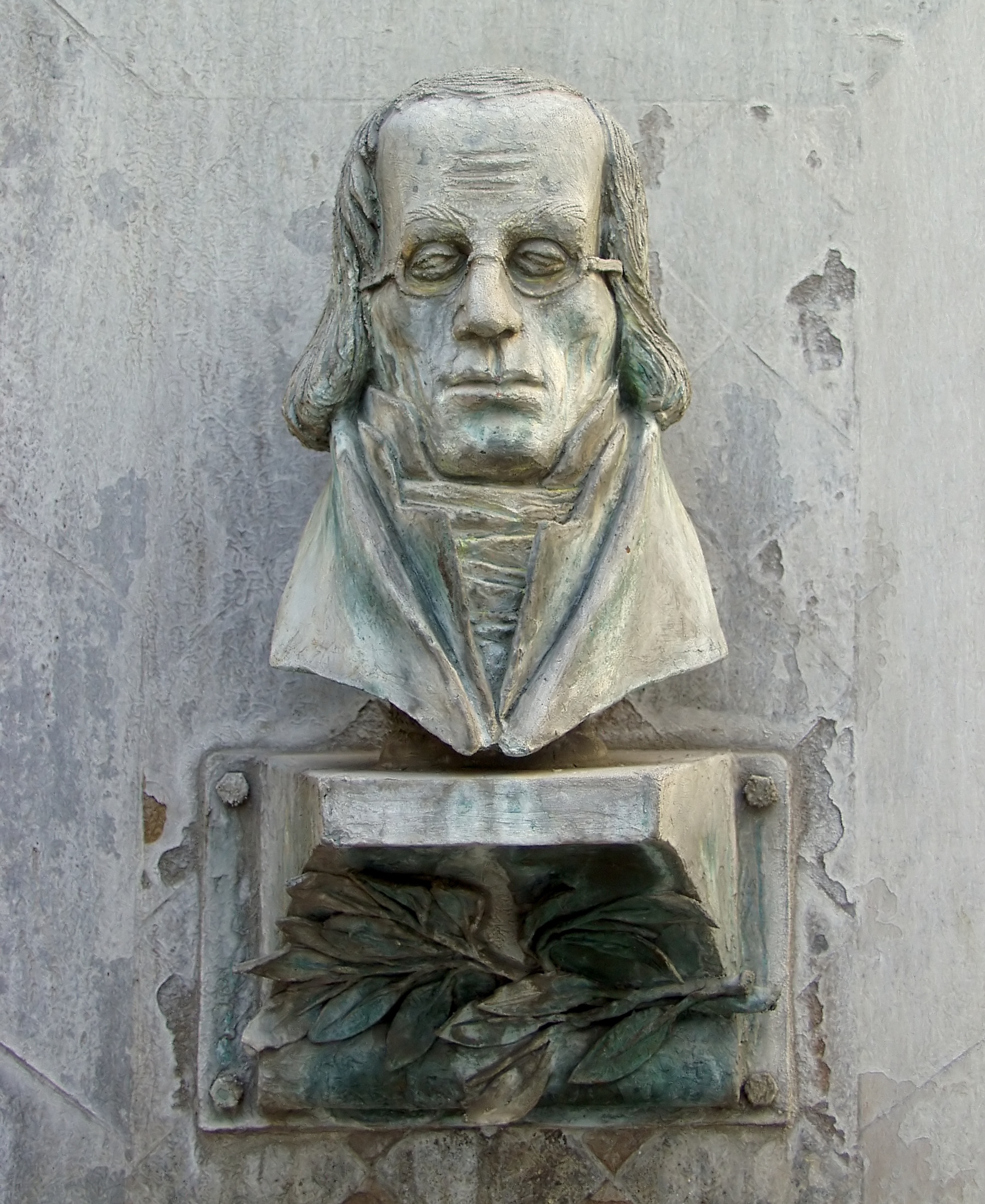
Marcus DuMont, Relief am DuMont-Brunnen, Breite Straße, Köln

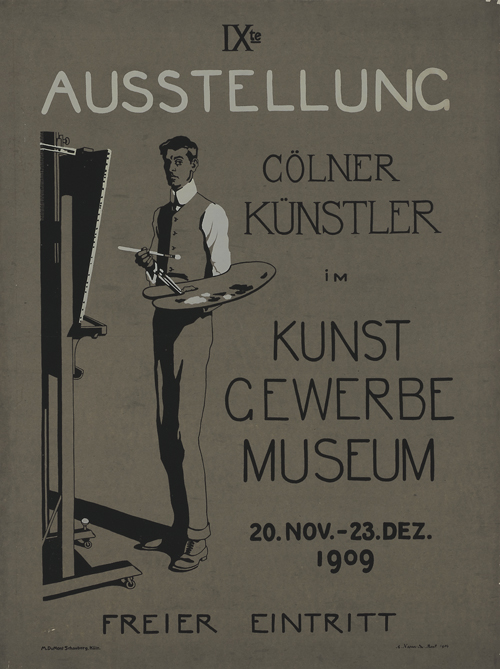
Plakat von M. DuMont Schauberg aus dem Jahr 1909 nach August L. M. Neven Du Mont für die „IXe Ausstellung Cölner Künstler im Kunst-Gewerbe-Museum“

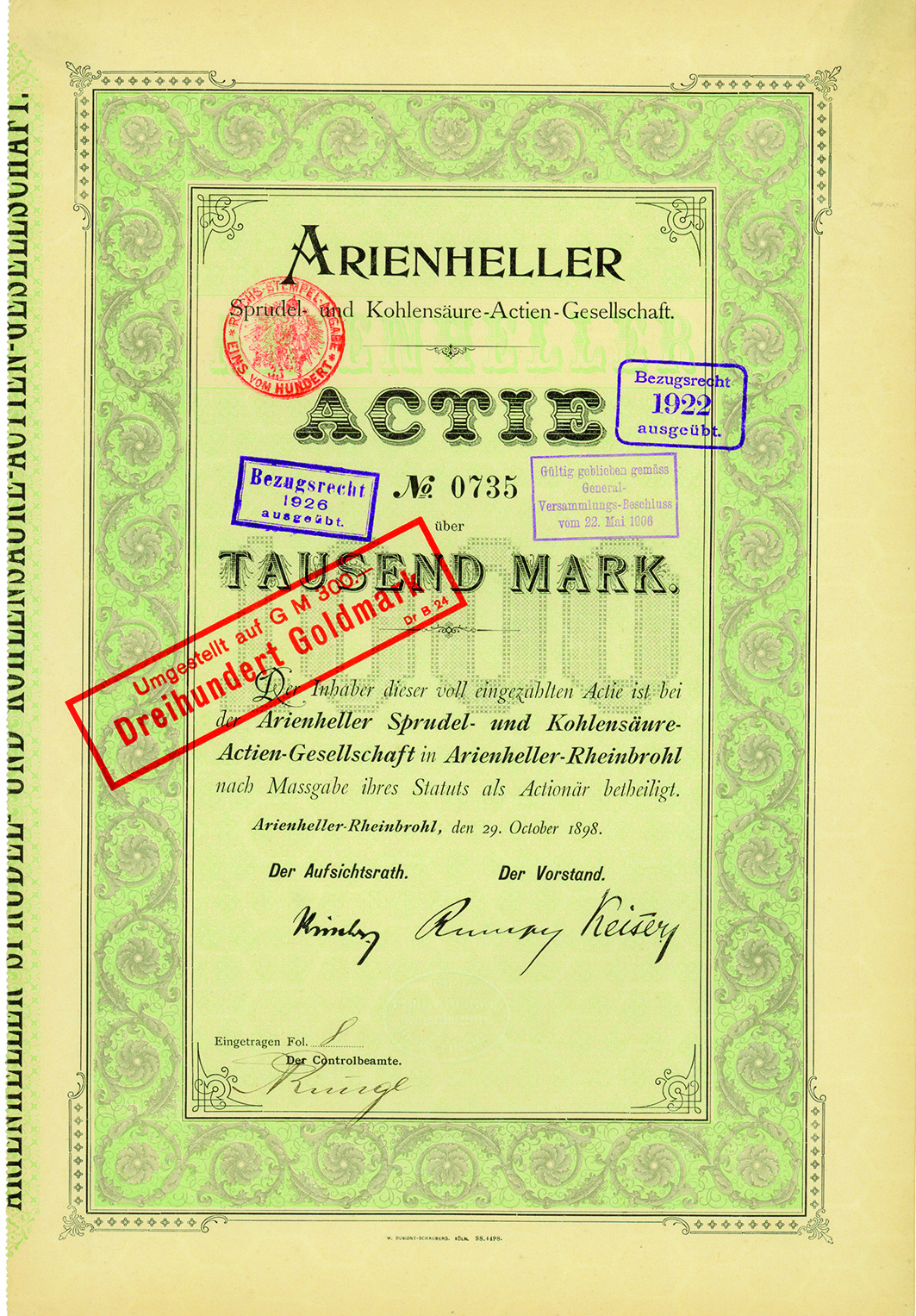
Die Aktienurkunden der Arienheller Sprudel- und Kohlensäure-AG von 1898 wurden von DuMont-Schauberg hergestellt.

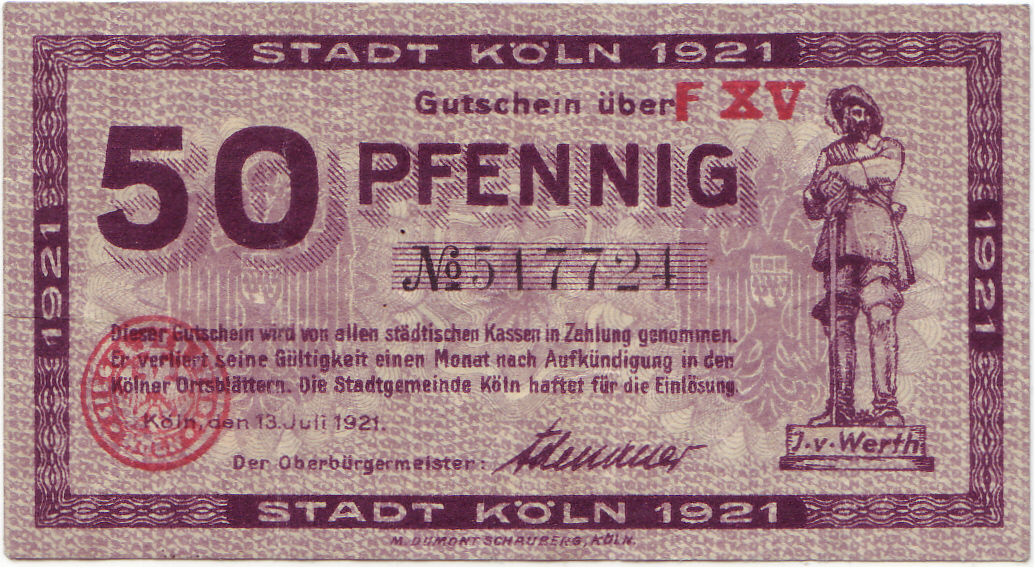
Kölner Notgeld von 1921 mit Unterschrift Adenauers und Eindruck „M. Dumont Schauberg, Köln“
10 Pfennig und Rückseiten

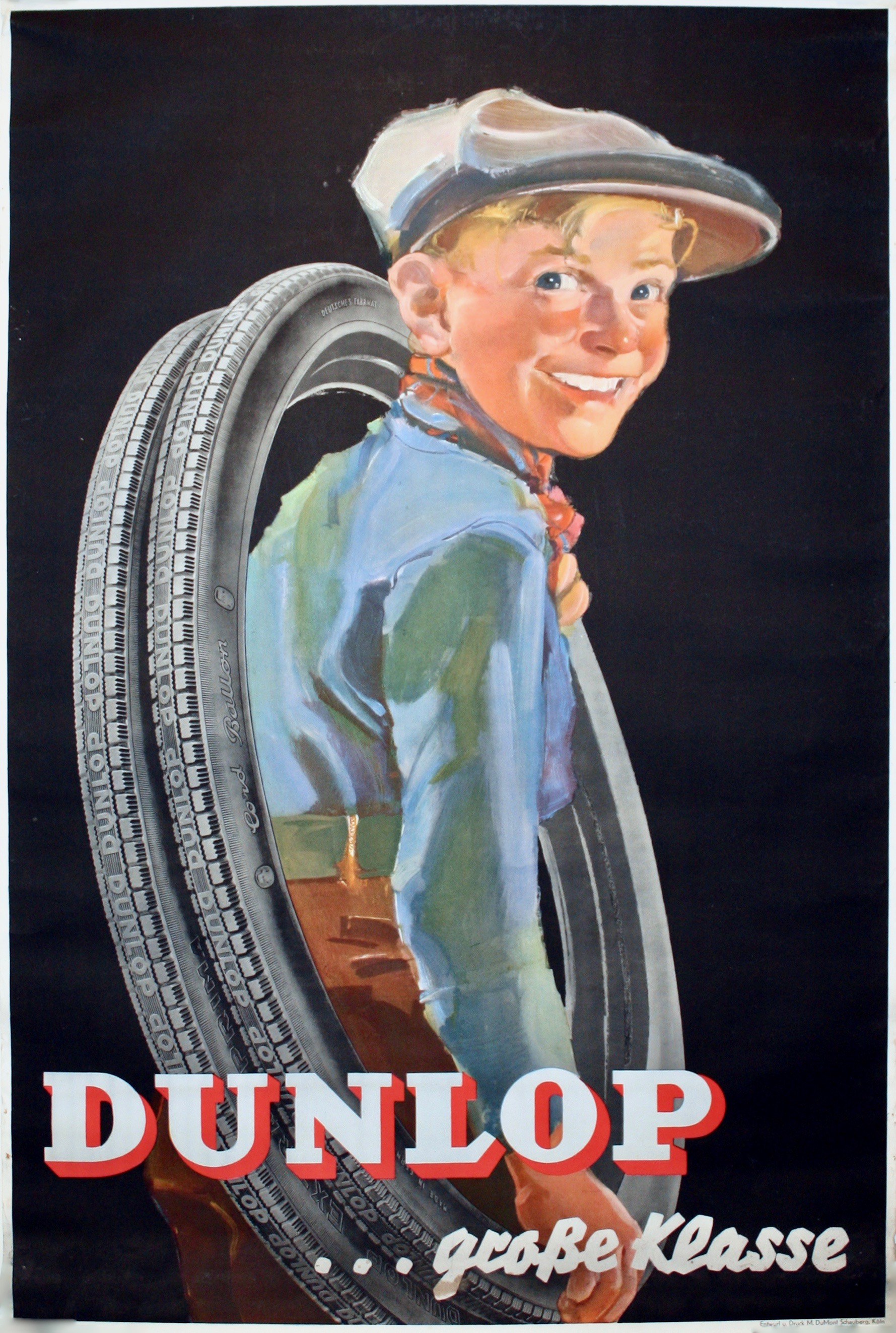
Werbeplakat für Dunlop (1925)

Die Wurzeln der DuMont Mediengruppe liegen in den Anfängen des 17. Jahrhunderts: Die 1620 gegründete Hilden’schen Buchdruckerei zu Köln von Bertram Hilden, von seinem Sohn Peter Hilden († 1683) fortgeführt, ging 1735 in der Druckerei von Gereon Arnold Schauberg auf. Die spätere Kölnische Zeitung wurde bei Schauberg und dessen Erben gedruckt. Die heutige Unternehmensgruppe entstand im Juni 1802 mit dem Erwerb der Kölnischen Zeitung durch die Erben Schauberg. Am 10. Juni 1805 wurde die Druckerei für 1400 Reichstaler von Marcus DuMont gekauft, der im gleichen Jahr Maria Katharina Jacobina Schauberg (1779–1845) geheiratet hatte. Dazu übernahm er auch die Rechte an der Kölnische Zeitung mit der Auflage von nur 250 Exemplaren.
Während der französischen Besatzung wurde 1809 der Verkauf der Kölnischen Zeitung verboten. Nach Intervention bei Kaiser Napoléon bekam der Verlag Entschädigungszahlungen von 4000 Francs und durfte den Mercure de la Roër wie auch ein Anzeigenblatt drucken. Am Tag nach dem Ende der französischen Besatzung in Köln, erschien am Sonntag, den 16. Januar 1814 die Kölnische Zeitung, bei der M. DuMont wieder Redakteur war.
Mit dem aus dem Krieg zurückkehrenden Johann P. G. W. Bachem gründete er 1815 die DuMont-Bachem’sche Buchhandlung, die den Verlagsbereich für Bücher wie auch Sortimente (Periodica) von DuMont übernahm und 1816 ihr erstes eigenes Buch herausbrachte. Die Druckerei von M. DuMont und die Kölnische Zeitung wurden nicht in das Gesellschaftsvermögen überführt. Bachem eröffnete 1816 zusammen mit seinem Bruder Lambert Bachem eine Leihbücherei, in der der Bruder arbeitete und der junge August Reichensperger häufiger Kunde war. Bereits nach drei Jahren trennten sich die Wege der Gründer. DuMont sortierte seine Geschäfte neu und gründete am 1. April 1818 die DuMont-Schauberg’sche Buchhandlung und das Verlagshaus M. DuMont Schauberger (MDS). Bachem erweiterte im Mai 1818 die Leihbücherei um eine Sortimentsbibliothek, schaffte eigene Druckerpressen an und gründete den Verlag J. P. Bachem.
Marcus DuMont starb 1831. Sein zwanzigjähriger Sohn Joseph DuMont übernahm die Buchhandlung, die Zeitung und die Redaktion und leitete mit seiner Mutter den Vertrieb von Verlag, Sortimenten (heute genannt: Periodika) und Zeitungen bis 1844. Nach dem Jahreswechsel, zum 1. Januar 1845 gingen die Verantwortlichkeiten in das gemeinsame Eigentum der Brüder Joseph und Michel DuMont über. Im Jahr 1847 teilten sie die Geschäftszweige auf. Joseph leitete danach die Zeitung und die Druckerei M. DuMont Schauberg, während Michel den Verlag und Sortimentsbuchhandlung übernahm.
Joseph DuMont starb 1861 und im Jahr 1862 übernahmen seine Erben die Druckerei und das Zeitungsgeschäft. Die bekannten Teilhaber waren zu dem Zeitpunkt Sohn Ludwig DuMont, der den Verlag nicht leiten konnte, weil er noch nicht volljährig war, Ferdinand Wilhelm Schulze, der die treuhänderische Leitung von Verlag und Zeitung übernahm und vorher schon stellvertretender Verlagsleiter war, und Schwiegersohn August Neven(-DuMont), Ehemann von Christine DuMont (1836–1903). In den nächsten fast zwei Dekaden leiteten Ludwig DuMont und Schulze die Verlagsgeschäfte alleine, während August Neven im väterlichen Betrieb arbeitete.
Bis 1864/65 wurde der Name der Familie, der bis dahin in Schriftstücken und auch in den Verlagsbezeichnungen in zwei Worten Du Mont geschrieben wurde, in ein Wort mit großem M DuMont zusammengefasst. Im Jahr 1866 hatte sich die Kölnische Zeitung von einer wöchentlichen zu einer täglich erscheinenden überregionalen Zeitung erweitert, so dass eine freitags erscheinende Wochen-Ausgabe mit einer Zusammenfassung der Ereignisse der vorangegangenen Tage für weit entfernt lebende Interessenten und für das Wochenendgeschäft entwickelt wurde. Für den Deutsch-Französischen Krieg (1870–1871) gab der Verlag eine Feldzeitung heraus. August Schmits übernahm 1872 den Posten des Chefredakteurs der Zeitung.
Der Kölner Stadt-Anzeiger erschien im November 1876 als regionale Ergänzung und Anzeigenblatt zur überregionalen Kölnischen Zeitung und in Konkurrenz zum Generalanzeiger der Stadt Köln, der ein Jahr zuvor von Joseph La Ruelle in Köln herausgegeben, aber bald nach Erscheinen des Kölner Stadtanzeigers wieder eingestellt wurde.
Im Jahr 1879 führte der Verlag den Wetternachrichtendienst als zusätzlichen Leserservice in der deutschen Presse ein. Als Ludwig DuMont und kurz danach Ferdinand Wilhelm Schulze im Jahr 1880 verstarben, übernahm August Neven(-DuMont) zusätzlich zu seinen Aufgaben im väterlichen Betrieb auch den Verlag M. DuMont Schauberg. Er holte in dem Jahr seinen Sohn Josef und 1892 seinen Sohn Alfred in das Verlagshaus.  Erst im Jahr 1882 bekam Neven und seine Familie durch eine königlich preußische Namensvereinigung die Erlaubnis zusätzlich zu seinem Geburtsnamen auch den Geburtsnamen seiner Frau als Doppelnamen Neven DuMont zu führen. Im gleichen Jahr gründete August Neven DuMont auf Anregung der Reichsregierung die Straßburger Post, um die Eingliederung der Bevölkerung von Elsaß-Lothringen ins Reich publizistisch zu unterstützen. Die letzte Ausgabe erschien am 11. November 1918.
Als August Neven DuMont im Jahr 1896 starb, übernahmen seine Söhne Alfred Neven DuMont und Josef Neven DuMont die Leitung des Verlagshauses M. DuMont Schauberg als vollberechtigte Teilhaber. Nachdem 1915 Josef Neven DuMont gestorben war, wurde August Neven DuMont zum Seniorpartner des Unternehmens, während sein Neffe August Neven DuMont zwar Teilhaber war, aber noch im Ersten Weltkrieg kämpfte. Danach leiteten sie zusammen die Geschäfte des Verlags M. DuMont Schauberg.
In der Weimarer Republik ließ die Stadt Köln ab 1923 bei M. DuMont Schauberger einen Teil des Notgelds drucken. Im Jahr 1926 erschien die Kölnische Illustrierte Zeitung erstmals. Die Rolle und die Verstrickungen des Verlagshauses in der Zeit des Nationalsozialismus, insbesondere die des Mitinhabers Kurt Neven DuMont war wiederholt Gegenstand von Kontroversen. Im Artikel „Klüngeln im Krieg“ der Zeitschrift Der Spiegel vom 13. Februar 2006 war Verlag und Familie unter anderem vorgeworfen worden, von Enteignungen jüdischer Nachbarn profitiert zu haben und zu den Profiteuren „arisierter“ jüdischer Grundstücke zu zählen. Der Artikel stützte sich im Wesentlichen auf Recherchen des Kölner Autors Ingo Niebel, der später einräumte, beim „zu raschen Durchblättern“ einer Rückerstattungsakte zentrale Hinweise übersehen zu haben. Nachdem Niebel eine eidesstattliche Erklärung abgegeben hatte, wurde die Zeitschrift Der Spiegel aufgrund einer Klage des Verlages vom Landgericht Köln verurteilt, die unwahren Behauptungen unter Androhung eines Ordnungsgeldes von bis zu 250.000 Euro oder bis zu sechs Monaten Ordnungshaft für jeden Fall der Zuwiderhandlung zu unterlassen.
Die NSDAP-Mitgliedschaft Kurt Neven DuMonts zumindest war bis zu den Recherchen des Spiegel und Ingo Niebels weitgehend unbekannt gewesen. Das Haus ließ aufgrund der Vorwürfe die eigene Geschichte durch Mitarbeit des Unternehmenshistorikers Manfred Pohl aufarbeiten. Diese Auftragsarbeit wurde von einigen Kritikern als „relativierend“ angesehen. Ein weiterer Vorwurf lautete, die Verlagsinhaber hätten mit der NSDAP eng zusammengearbeitet, sowohl vor 1933, als sie sich für ein Zusammengehen des Bürgertums mit Hitler eingesetzt hätten, als auch während des Krieges: „Die Kölnische gehörte zu den wenigen Zeitungen, die die Propagandaabteilung der Wehrmacht für so linientreu hielten, dass sie sie den Frontsoldaten zukommen ließen.“ Die Kölnische Zeitung und der Stadtanzeiger konnten, im Gegensatz zu anderen Zeitungen im Deutschen Reich, noch bis kurz vor dem Einmarsch der Alliierten erscheinen.
Nach dem Zweiten Weltkrieg ging der Stadt-Anzeiger nach dem Wiedererscheinen im Oktober 1949 als führende Kölner Zeitung aus einem harten Wettbewerbskampf mit der 1946 gegründeten, der CDU nahestehenden Kölnischen Rundschau hervor. Im Februar 1964 kam die Boulevardzeitung Express auf den Markt, die die Monopolstellung der Bild in der Region brechen konnte. Nach der Deutschen Wiedervereinigung erfolgte die Übernahme der Mitteldeutschen Zeitung. Das lokale Konkurrenzblatt Kölnische Rundschau wurde 1999 übernommen.
Im April 1998 zog der Verlag vom bisherigen „Pressehaus“ in der Breite Straße 70–72 in die Amsterdamer Straße 192, wo ein 160 Millionen DM kostender Neubau bezogen werden konnte. Zwischen 1999 und 2001 war der Verlag einer der Beteiligten im sogenannten Kölner Zeitungskrieg und ab 2000 Herausgeber der kostenlosen Tageszeitung Kölner Morgen, die mit einer Auflage von 100.000 Stück erschien. Der Verlag klagte parallel dazu zunächst vor dem OLG Köln gegen den Wettbewerber Schibsted-Verlagsgruppe und verlor den Prozess schließlich vor dem Bundesgerichtshof (BGH). Am 6. Juli 2005 hob das Oberlandesgericht Düsseldorf ein Veto des Bundeskartellamts auf. DuMont Schauberg durfte daraufhin höhere Anteile (2012: 18 %) am Verlag des Bonner General-Anzeigers übernehmen.
Im Jahre 2006 wurden 50 Prozent der Anteile und eine Stimme der Frankfurter Rundschau von dem Medienbeteiligungsunternehmen Deutsche Druck- und Verlagsgesellschaft der SPD sowie alle Anteile des Bundesanzeiger Verlags übernommen. Am 13. August 2006 wurden 25 Prozent der israelischen Haaretz-Gruppe in Form einer Direktinvestition von 25 Millionen Euro gekauft. Am 13. Januar 2009 teilte der Verlag mit, dass er die Aktivitäten der Mecom Group in Deutschland übernehme. Dazu gehörten der Berliner Verlag mit der Berliner Zeitung und die Hamburger Morgenpost. Mecom erzielte nach eigenen Angaben für die gesamten Publikationen einen Verkaufspreis von 152 Millionen Euro. Im August 2009 warnte der Deutsche Journalisten-Verband wegen der Pressequalität vor weiterer Zusammenlegung von Ressorts und dem Austausch von Artikeln bei Berliner Zeitung, Frankfurter Rundschau und anderen Zeitungen des Verlags. Er erinnerte an das Versprechen von Alfred Neven DuMont anlässlich der Übernahme des Berliner Verlags, Unabhängigkeit und Souveränität der einzelnen Titel zu schützen.

„Eine Zeitung muss immer vor Ort aus einem Guss gemacht werden. […] Gegen den Willen einer Redaktion kriegen Sie (eine große Zentrale) vielleicht durchgesetzt, aber der Flurschaden wird riesig.“

Ab Oktober 2014 versuchte sich der Verlag an einer Tageszeitung für junge Menschen zwischen 19 und 39 Jahren, die XTRA genannt, von der Zielgruppe aber nicht wie erhofft angenommen und daher im März 2015 wieder eingestellt wurde.
Alfred Neven DuMont verfolgte mit den Übernahmen mehrerer Zeitungen das Ziel, die DuMont-Gruppe zu einem nicht nur regional, sondern national bedeutenden Verlagshaus auszubauen und erreichte im Rheinland quasi eine Monopolstellung. Bei den Übernahmen der Zeitungen außerhalb der Region, so in Frankfurt, Berlin oder Hamburg handelte es sich jedoch um Fehlinvestitionen, die zu großen Verlusten führten. DuMont konzentrierte sich auf gedruckte Presseerzeugnisse und ignorierte den Trend hin zu digitalen Medien. Das führte dazu, dass die Eigenkapitalquote des Unternehmens gemäß dem Jahresabschluss für das Jahr 2014 auf zehn Prozent sank. Die DuMont-Zeitungsgruppe hat daher wirtschaftliche Probleme in allen Bereichen des Konzerns. Nach der Übernahme der Berliner Zeitung, des Berliner Kuriers und der Hamburger Morgenpost verlor das Unternehmen geschätzt einen dreistelligen Millionenbetrag und strich in Berlin 50 von 190 Stellen und führte ständig weitere Stellenstreichungen und Sparmaßnahmen durch. In Köln legte das Unternehmen im Jahr 2017 die Redaktionen des Express und des Stadtanzeigers zusammen, um somit 18 Stellen einsparen zu können.
Im Jahre 2011 erwirtschaftete das Unternehmen noch einen Umsatz in Höhe von mehr als 700 Millionen Euro. Im Folgejahr musste die Gruppe Verluste in Höhe von 112 Millionen Euro hinnehmen. Im Jahr 2016 betrug der Umsatz 592 Millionen Euro bei einem Überschuss von 3,2 Millionen Euro.
Am 4. September 2018 verhängte das Bundeskartellamt eine Geldbuße in Höhe von insgesamt 16 Millionen Euro gegen die DuMont Mediengruppe GmbH & Co. KG, eine verantwortliche Person und einen Rechtsanwalt. DuMont wurde vorgeworfen, eine verbotene Gebietsabsprache mit der Gruppe Bonner General-Anzeigers getroffen zu haben. Die bis 2016 laufende Gebietsabsprache wurde von den Unternehmen im Jahr 2005 durch gegenseitige Beteiligungen und die Einräumung eines Vorkaufsrechtes der DuMont-Gruppe an der Gruppe Bonner General-Anzeiger weiter abgesichert. Das Vorkaufsrecht wurde dem Bundeskartellamt bewusst verschwiegen, obwohl es für die fusionskontrollrechtliche Bewertung der gegenseitigen Beteiligungen von entscheidender Bedeutung war. Die DuMont-Gruppe und die handelnden Personen haben die gegen sie jeweils erhobenen Vorwürfe eingeräumt und einer einvernehmlichen Verfahrensbeendigung zugestimmt.
Im Februar 2019 berichtete die Medien-Fachzeitschrift Horizont, dass die DuMont Mediengruppe ihre Zeitungen zum Verkauf anbieten würde. Zwei Tage später bestätigten die Gesellschafter die Verkaufspläne. Der Berliner Verlag wurde im September 2019 an das Unternehmerpaar Silke und Holger Friedrich verkauft, die Mitteldeutsche Zeitung im Januar 2020 an die Bauer Media Group und die Hamburger Morgenpost im Februar 2020 an den Unternehmer Arist von Harpe. Der Kölner Stadt-Anzeiger und der Express verblieben einem im Dezember 2019 gefällten Beschluss zufolge bei der DuMont Mediengruppe.
Zum 1. Oktober 2020 gab sich die Mediengruppe eine neue gesellschaftsrechtliche Struktur. In dieser Umstrukturierung will sich DuMont von einer Unternehmensgruppe in eine Gruppe von Unternehmen transformieren. Bei dem Prozess entstand ein eigener Beirat für das Geschäftsfeld Regionalmedien. Zu diesem gehören unter anderem die Gesellschafterin und Aufsichtsratsvorsitzende Isabella Neven DuMont, DuMont-CEO Christoph Bauer und CFO Stefan Hütwohl; zusätzlich seit 2021 auch die Medienmanagerinnen Britta Weddeling (Bayerisches Staatsministeriums für Digitales) und Katja Nettesheim (Mediate und Culcha).
Anfang Oktober 2023 wurde die hauseigene Druckerei ohne Vorwarnung geschlossen. Nachdem die Arbeitsmaterialien am Feiertag zum neuen Standort in Koblenz gebracht wurden, wurde am nächsten Arbeitstag eine Betriebsversammlung abgehalten. Dabei wurde den Mitarbeitern verkündet, dass sie entlassen seien und das Gelände zu verlassen hätten. Die Gesellschafter Isabella Neven DuMont und Christian DuMont Schütte erklärten in einer Pressemitteilung: „Unabhängig von der unternehmerischen Entscheidung gilt unser persönliches Bedauern allen betroffenen Mitarbeitenden.“ Laut Verdi hatten die Arbeitnehmer jahrelang auf Lohnanteile verzichtet, obwohl das Druckzentrum rentabel war. Verdi sagt es seien geltende Gesetze missachtet worden, der Betriebsrat hätte vor den Entlassungen verständigt werden müssen. Mehrere Prominente wie Lale Akgün, Bläck Fööss, Karl Lauterbach, Günter Wallraff, Paveier, Brings sowie die Privat-Brauerei Heinrich Reissdorf zeigten sich solidarisch mit den Beschäftigten. Im Jahr 2024 erstattete die Gewerkschaft deshalb Anzeige gegen die beiden Geschäftsführer der DuMont Druck Köln Verwaltungs- und Beteiligungs GmbH.
In Anlehnung daran, dass der Bundesanzeiger bei DuMont gedruckt wird, dem Konzern aber geringe Gehaltszahlungen und abgebaute betriebliche Sozialleistungen vorgeworfen werden, äußerten u. a. Karl Lauterbach sowie die Bundestagsmitglieder Sanae Abdi, Katharina Dröge und Rolf Mützenich 2024 öffentlich Kritik an DuMont.

## Produkte und Kanäle

### Zeitungen

Zeitungsgruppe Köln:
Kölner Stadt-Anzeiger, Kölnische Rundschau und Express

- Berliner Kurier (2009–2019)
- Berliner Zeitung (2009–2019)
- Express (Auflage: 29.600 Exemplare)
- Frankfurter Rundschau (2006–2013 50 %)
- General-Anzeiger (2005–2016 18 %)
- Hamburger Morgenpost (2009–2020)
- Kölner Stadt-Anzeiger (Auflage mit Kölnische Rundschau: 147.722 Exemplare)
- Kölnische Rundschau (Redaktion gehört zum Heinen-Verlag)
- Mitteldeutsche Zeitung (1990–2020)

### Zeitschriften
- aha – alles halle (2004–2019)
- Kölner Illustrierte (Monatsmagazin, Auflage 2018: 16.500 Exemplare)
- Live (Gratis-Monatsmagazin, Auflage 2018: 32.500 Exemplare)
- tip (2009–2013)

### Onlineportale
- Berlin.de (2009–2019)
- BerlinOnline.de (2009–2017)[45]
- Netzeitung (2000–2009)

### Radiosender
- Berliner Rundfunk 91.4 (42,9 %)
- Radio Berg (80 % der Rundfunk-Holding Rhein-Berg/Oberberg GmbH & Co. KG, die mit 75 % am Sender beteiligt ist)
- Radio Bonn/Rhein-Sieg (50 % der RBR Rundfunkbeteiligungsgesellschaft Bonn/Rhein-Sieg GmbH & Co. KG, die mit 75 % am Sender beteiligt ist)
- Radio Erft (75 %)
- Radio Euskirchen (75 %)
- Radio Köln (75 %)
- Radio Leverkusen (86 % der Rundfunk-Holding Leverkusen GmbH & Co. KG, die mit 75 % am Sender beteiligt ist)
- Radio NRW (9,9 % der Pressefunk Nordrhein-Westfalen GmbH & Co. KG, die mit 59 % am Sender beteiligt ist)
- Radio Rur (37,5 %)

### Fernsehsender
- TV Halle (1998–2020)
- center.tv Köln (2008–2014)
- Köln.tv (2015–2016)
- Joiz Germany (2015–2016 20 %)

## Unternehmensstruktur

### Aufsichtsrat
Der Aufsichtsrat des Unternehmens besteht aus Isabella Neven DuMont (Vorsitzende), Christian DuMont Schütte (Stellvertretender Vorsitzender), Patrick Adenauer, Peter May, und Stephan Schubert.

### Tochtergesellschaften
Im April 2010 gründeten Berliner Zeitung, Frankfurter Rundschau, Kölner Stadt-Anzeiger und Mitteldeutsche Zeitung die DuMont Redaktionsgemeinschaft, die die Zeitungen mit überregionalen Inhalten belieferte. Sitz der Redaktion wurde das Haus des Berliner Verlages. Im März 2015 wurde die DuMont Redaktionsgemeinschaft in DuMont Hauptstadtredaktion umbenannt. Zum 1. Oktober 2018 legten die DuMont Mediengruppe und das RedaktionsNetzwerk Deutschland ihre Hauptstadtredaktionen zusammen. Hierfür wurde die RND Berlin GmbH gegründet, an der das RedaktionsNetzwerk Deutschland mit 75 Prozent beteiligt ist und die DuMont Mediengruppe mit 25 Prozent.
Im November 2016 wurde die Berliner Newsroom GmbH gegründet, die die publizistische Gesamtverantwortung für Berliner Kurier und Berliner Zeitung übernommen hat. Geführt wird diese von den drei Chefredakteuren Jochen Arntz, Elmer Jehn und Thilo Knott. Im Integrierten Newsroom werden sowohl die Printversionen von Berliner Kurier und Berliner Zeitung als auch sämtliche digitalen Kanäle und Formate übergreifend produziert.
Im Dezember 2016 übernahm DuMont 75 Prozent an Facelift, einem der führenden Anbieter für Social-Media-Marketing-Software in Europa. Die Beteiligung bezeichnete DuMont als wichtigen Schritt für den Ausbau des Digitalgeschäfts der Mediengruppe. Im Juni 2018 übernahm die DuMont Mediengruppe die DTAD Deutscher Auftragsdienst AG, die heute unter dem Namen DTAD GmbH firmiert. Das Berliner Unternehmen ist mit rund 120 Mitarbeitenden ein führender Anbieter für öffentliche und gewerbliche Auftragsdaten und speziell öffentliche Ausschreibungen in Deutschland, Österreich und der Schweiz. Im Rahmen ihrer Digitalisierungsstrategie schafft die DuMont Business Information mit diesem Schritt ein neues Angebot im Bereich öffentlicher und privater Auftragsinformationen für Entscheider aus Wirtschaft und der öffentlichen Hand. Die DTAD GmbH veröffentlicht jährlich über 1 Million Auftragsdaten und betreibt eine umfangreiche Datenbank mit Informationen über Ausschreibungen, Unternehmen und öffentliche Vergabestellen.

### Beteiligungen
- Bundesanzeiger Verlag (100 %)
- Censhare (100 %)

Logo Facelift brand building technologies

- Derticketservice.de GmbH & Co. KG (50 %)
- DocInsider GmbH (10 %)
- DTAD GmbH (100 %)
- DuMont Buchverlag (100 %)
- Facelift brand building technologies GmbH (100 %)
- Haaretz-Gruppe (20 %)
- MairDumont (10 %)
- radio.de GmbH (10 %)
- Rheinische Anzeigenblätter: Zusammen mit dem Heinen-Verlag ist die DuMont Mediengruppe einer Vielzahl von wöchentlich oder monatlich erscheinenden kostenlosen Anzeigenblättern in der Region Köln/Bonn teils mit 100 %, teils zusammen mit anderen Verlagen beteiligt. Die beiden Verlage haben diese Aktivitäten in der Rheinischen Anzeigenblatt GmbH & Co KG zusammengefasst.[54]